# Sonja Haraldsen
Sonja Haraldsen (Oslo, 4 luglio 1937) è la regina consorte di Norvegia dal 1991, come moglie di Harald V.

## Biografia

### Infanzia ed educazione
Sonja nasce il 4 luglio 1937 al Red Cross Clinic di Oslo. Figlia di un venditore di abiti, Karl August Haraldsen (1889-1959), e Dagny Ulrichsen (1896-1994). Ultima di quattro figli: Haakon Haraldsen (1921-2016), Gry Henriksen (1924-1971) e Karl Herman Haraldsen (1929-1936). 
Cresce nel quartiere Vinderen di Oslo e completa gli studi superiori nel 1954. Ha ricevuto un diploma in sartoria all'Oslo Vocational School, ed un diploma dall'École Professionnelle des Jeunes Filles a Losanna, Svizzera. Qui, ha studiato contabilità, fashion design e scienze sociali. Ritornò in Norvegia per continuare i suoi studi e per laurearsi in francese, inglese e storia dell'arte all'Università di Oslo. 

### Matrimonio

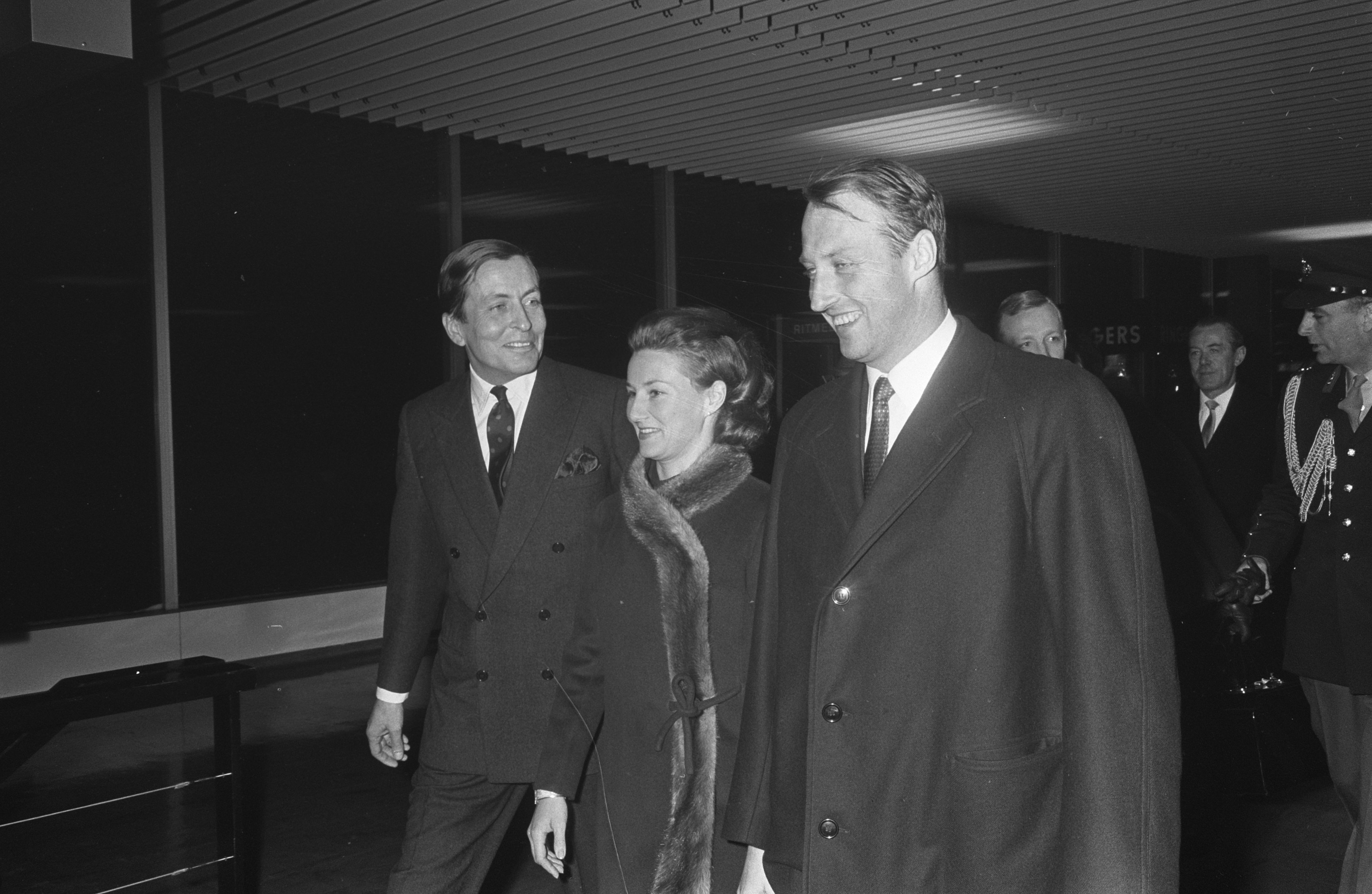
Sonja e Harald con il principe Claus dei Paesi Bassi il 27 dicembre 1968

La sua relazione con l'allora principe ereditario Harald cominciò nel 1959 e restò segreta, per via delle sue origini comuni, sino al 1968, quando il principe minacciò di rinunciare a tutti i diritti regali per sposarsi con Sonja. Dopo essersi consultato con il governo, re Olav V (1903-1991), padre di Harald, acconsentì alle nozze, che ebbero luogo il 29 agosto dello stesso anno presso la cattedrale di Oslo.
Tuttavia prima dell'ascesa al trono del marito molti pensavano che Sonja non sarebbe mai stata regina ma si sarebbe dovuta accontentare del titolo di "principessa consorte". Tuttavia quando il suocero morì nel 1991 i tempi erano più che maturi affinché non ci fossero problemi a considerarla regina.

### Vita di corte

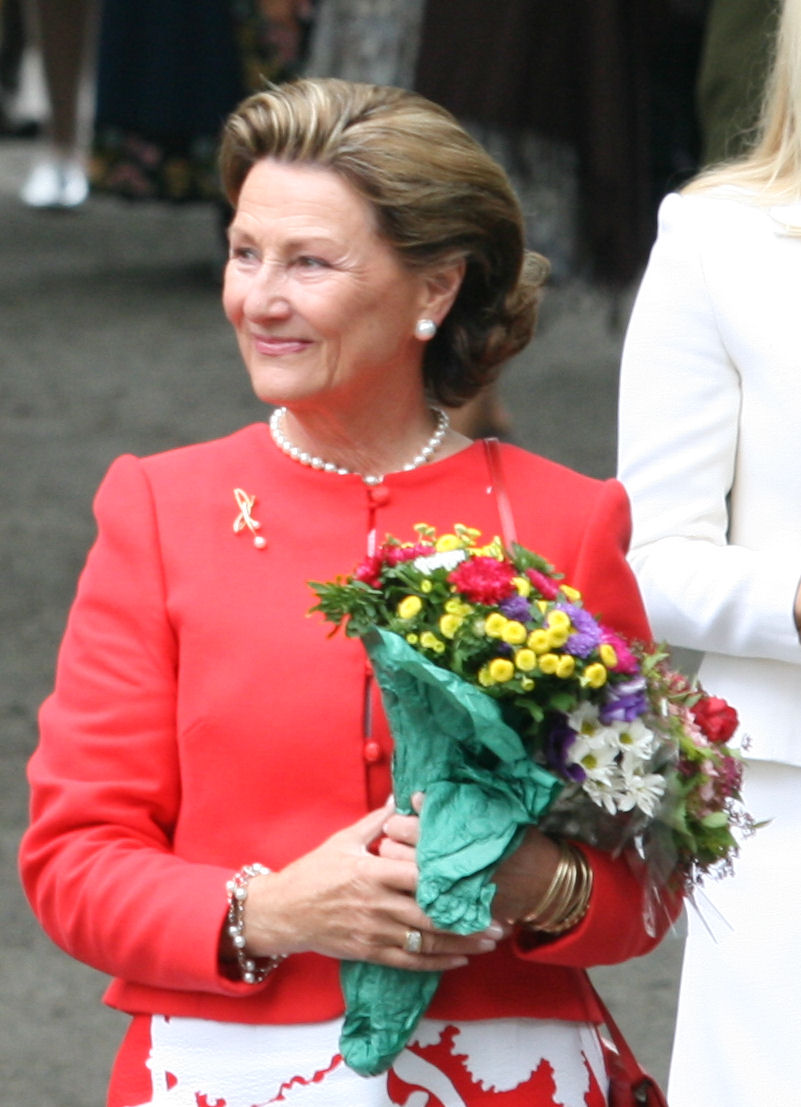
La regina Sonja

Sonja accompagnò re Harald V durante la cerimonia di incoronazione il 21 gennaio 1991 e divenne la prima regina consorte di Norvegia in 53 anni. Ricevette la solenne benedizione nella cattedrale di Trondheim il 23 giugno seguente.
La Regina accompagna il Re in visite di stato ufficiali all'estero e partecipa quando capi di stato esteri visitano la Norvegia. Ogni anno, Re e Regina visitano una delle contee della Norvegia. 

#### Interessi personali
La regina è molto appassionata di arte e fotografia. Partecipa a molte esposizioni d'arte sia in Norvegia che all'estero. Pezzi dalla sua collezione privata sono stati esposti al Henie-Onstad Art Centre at Høvikodden, vicino ad Oslo, nel 2001 e 2012, e alla Scandinavian House a New York nel 2005. È una pittrice ed ha partecipato ad esibizioni con gli artisti Kjell Nupen e Ørnulf Opdahl nel 2011 e nel 2013.
Il Queen Sonja Print Award, premio d'arte, è stato creato nel 2011 (originariamente con il nome Queen Sonja Nordic Art Award). Tiina Kivinenfrom, finlandese, è stata la prima vincitrice nel 2012.

## Discendenza
Sonja Haraldsen e Harald V di Norvegia hanno due figli:
- Marta Luisa, nata il 22 settembre 1971, sposata dal maggio 2002 con lo scrittore danese Ari Mikael Behn - da cui si è separata nel 2016 - ha dato al re e alla regina tre nipotine: Maud Anjelica nata il 29 aprile 2003, Lea Isadora nata l'8 aprile 2005 ed Emma Tallulah nata il 29 settembre 2008;[8]
- Haakon Magnus, nato il 20 luglio 1973, sposatosi il 25 agosto 2001 con Mette-Marit (1973) ha due figli: la principessa Ingrid Alexandra nata il 21 gennaio 2004, che occupa il secondo posto nella linea di successione, ed il principe Sverre Magnus nato il 3 dicembre 2005.[9]

## Titoli e trattamento
- 29 agosto 1968 - 17 gennaio 1991: Sua Altezza Reale, la principessa ereditaria di Norvegia
- 17 gennaio 1991 - attuale: Sua Maestà, la regina di Norvegia

## Ascendenza
|                            |                     |                                        | Genitori                      |  |  | Nonni |  |  | Bisnonni                   |  |  | Trisnonni                   |  |
|                            |                     |                                        |                               |  |  |       |  |  | Harald Gundersen Olsbrygge |  |  | Gunder Kjøstolsen Olsbrygge |  |
|                            |                     |                                        |                               |  |  |       |  |  | Harald Gundersen Olsbrygge |  |  | Gunder Kjøstolsen Olsbrygge |  |
|                            |                     | Anne Jonsdatter Hølen                  |                               |  |  |       |  |  | Harald Gundersen Olsbrygge |  |  |                             |  |
| Halvor Haraldsen Olsbrygge |                     |                                        |                               |  |  |       |  |  | Harald Gundersen Olsbrygge |  |  |                             |  |
|                            |                     | Aslaug Kristine Halvorsdatter Jøntveit | Halvor Evensen Jøntved        |  |  |       |  |  |                            |  |  |                             |  |
|                            |                     | Aslaug Kristine Halvorsdatter Jøntveit | Halvor Evensen Jøntved        |  |  |       |  |  |                            |  |  |                             |  |
|                            |                     | Aslaug Kristine Halvorsdatter Jøntveit | Aslaug Torsdatter             |  |  |       |  |  |                            |  |  |                             |  |
| Karl August Haraldsen      |                     | Aslaug Kristine Halvorsdatter Jøntveit |                               |  |  |       |  |  |                            |  |  |                             |  |
|                            |                     | Niels Nielsen                          | Niels Christophersen Hougerud |  |  |       |  |  |                            |  |  |                             |  |
|                            |                     | Niels Nielsen                          | Niels Christophersen Hougerud |  |  |       |  |  |                            |  |  |                             |  |
|                            |                     | Niels Nielsen                          | Kari Nielsdatter              |  |  |       |  |  |                            |  |  |                             |  |
| Karete Josefine Nielsen    |                     | Niels Nielsen                          |                               |  |  |       |  |  |                            |  |  |                             |  |
|                            |                     | Hanna Andrea Hansdatter                | Johan Hermann Hansen          |  |  |       |  |  |                            |  |  |                             |  |
|                            |                     | Hanna Andrea Hansdatter                | Johan Hermann Hansen          |  |  |       |  |  |                            |  |  |                             |  |
|                            |                     | Hanna Andrea Hansdatter                | Marthe Magrethe Bjørnsdatter  |  |  |       |  |  |                            |  |  |                             |  |
| Sonja Haraldsen            |                     | Hanna Andrea Hansdatter                |                               |  |  |       |  |  |                            |  |  |                             |  |
|                            | Ulrik Cristophersen | Christopher Ulrichsen                  |                               |  |  |       |  |  |                            |  |  |                             |  |
|                            | Ulrik Cristophersen | Christopher Ulrichsen                  |                               |  |  |       |  |  |                            |  |  |                             |  |
|                            | Ulrik Cristophersen | Anne Cathrine Jakobsdatter             |                               |  |  |       |  |  |                            |  |  |                             |  |
| Johan Christian Ulrichsen  | Ulrik Cristophersen |                                        |                               |  |  |       |  |  |                            |  |  |                             |  |
|                            |                     | Anne Sophie Johannesdatter             | Johannes Johannessen          |  |  |       |  |  |                            |  |  |                             |  |
|                            |                     | Anne Sophie Johannesdatter             | Johannes Johannessen          |  |  |       |  |  |                            |  |  |                             |  |
|                            |                     | Anne Sophie Johannesdatter             | Berthe Maria Børresdatter     |  |  |       |  |  |                            |  |  |                             |  |
| Dagny Ulrichsen            |                     | Anne Sophie Johannesdatter             |                               |  |  |       |  |  |                            |  |  |                             |  |
|                            |                     | Johan Nicolay Hansen                   | Berthel Hansen Schrøder       |  |  |       |  |  |                            |  |  |                             |  |
|                            |                     | Johan Nicolay Hansen                   | Berthel Hansen Schrøder       |  |  |       |  |  |                            |  |  |                             |  |
|                            |                     | Johan Nicolay Hansen                   | Karen Møller                  |  |  |       |  |  |                            |  |  |                             |  |
| Berntine Marie Hansen      |                     | Johan Nicolay Hansen                   |                               |  |  |       |  |  |                            |  |  |                             |  |
|                            |                     | Anne Gurine Bentsen                    | Børre Bentzen                 |  |  |       |  |  |                            |  |  |                             |  |
|                            |                     | Anne Gurine Bentsen                    | Børre Bentzen                 |  |  |       |  |  |                            |  |  |                             |  |
|                            |                     | Anne Gurine Bentsen                    | Anne Johane Olsdatter         |  |  |       |  |  |                            |  |  |                             |  |
|                            |                     | Anne Gurine Bentsen                    |                               |  |  |       |  |  |                            |  |  |                             |  |